# Kathedraal van Carpentras

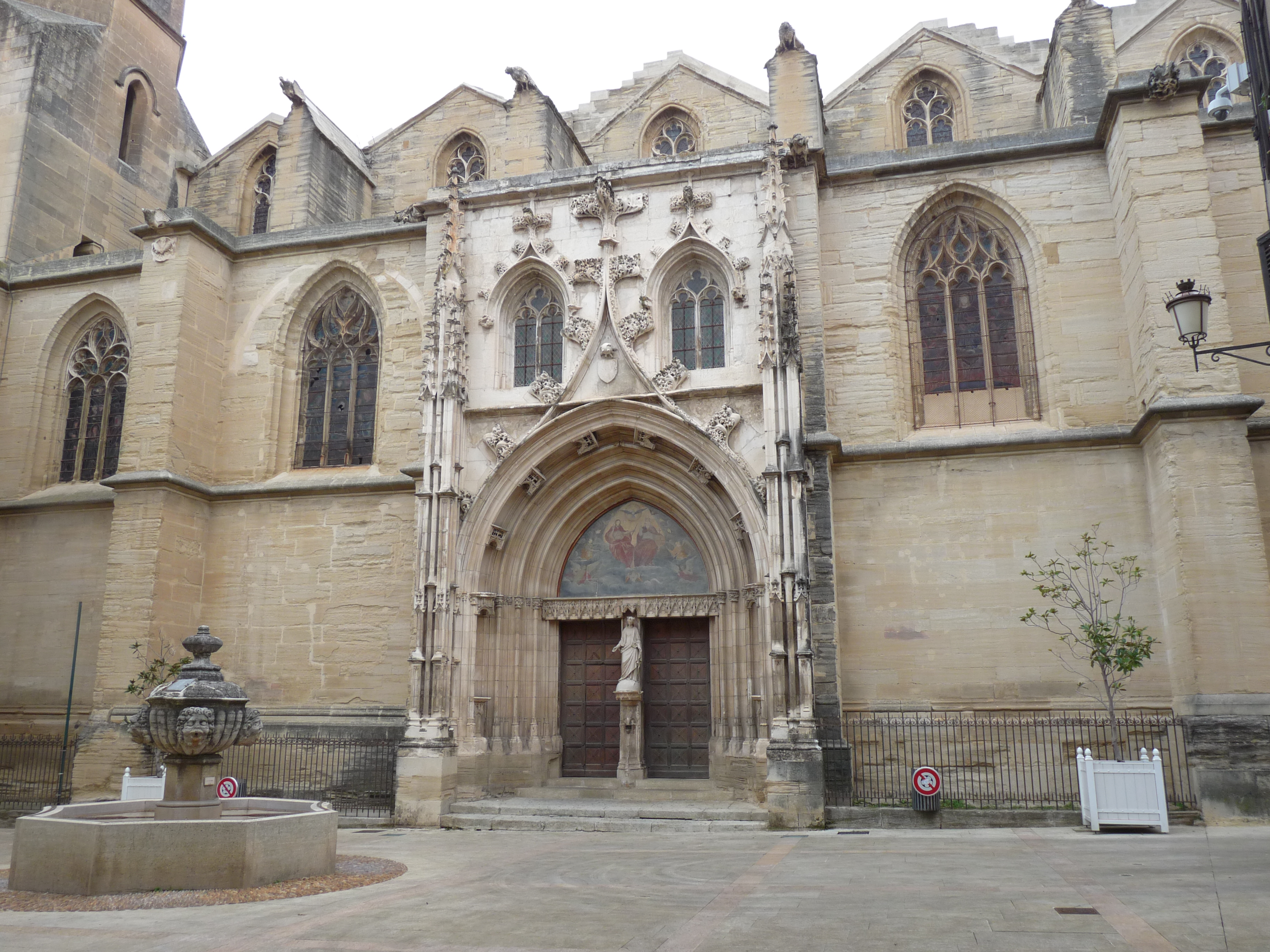
Kathedraal van Carpentras: Mariapoort of Jodenpoort

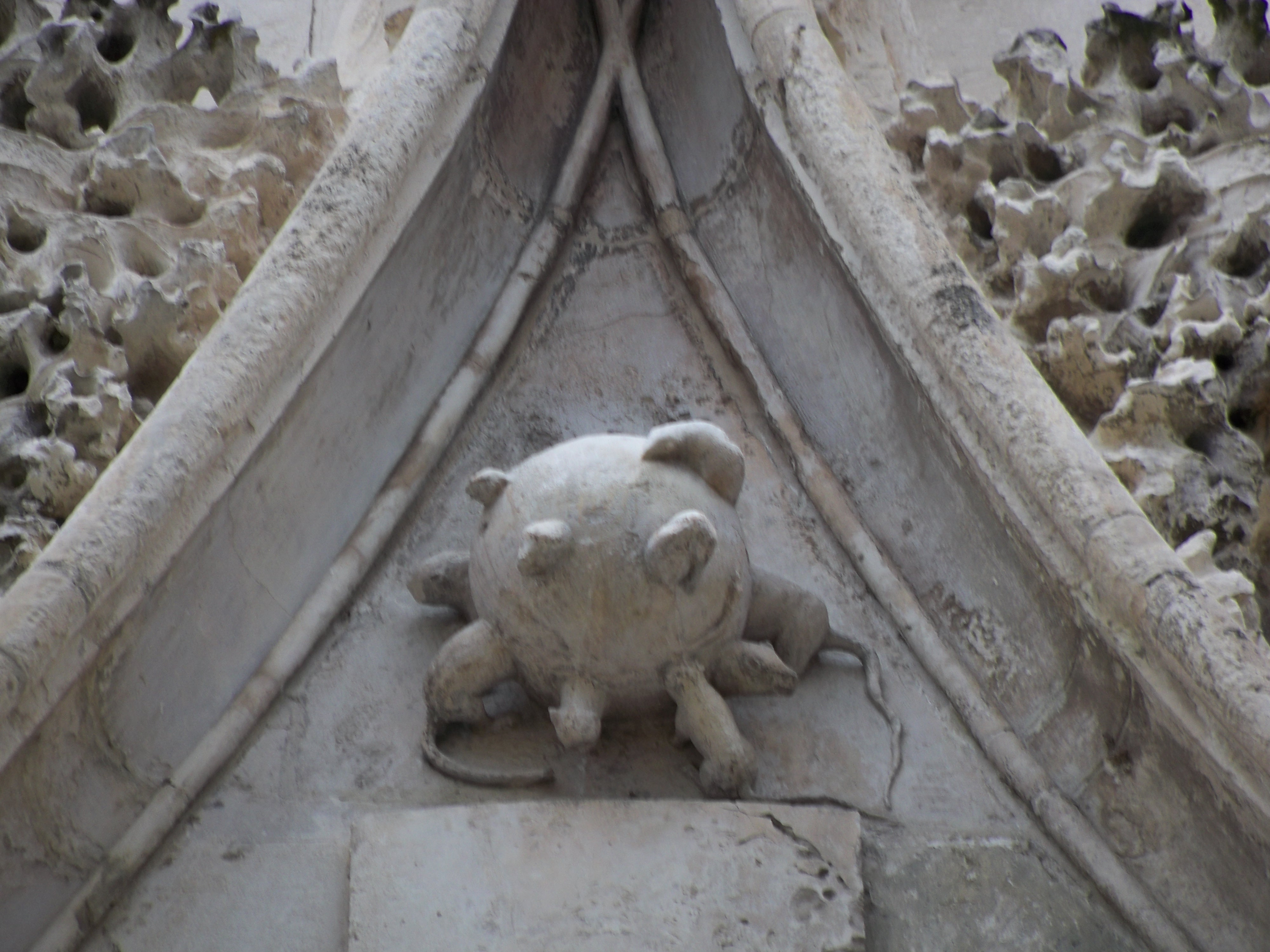
Detail van de Mariapoort: de rattenbol

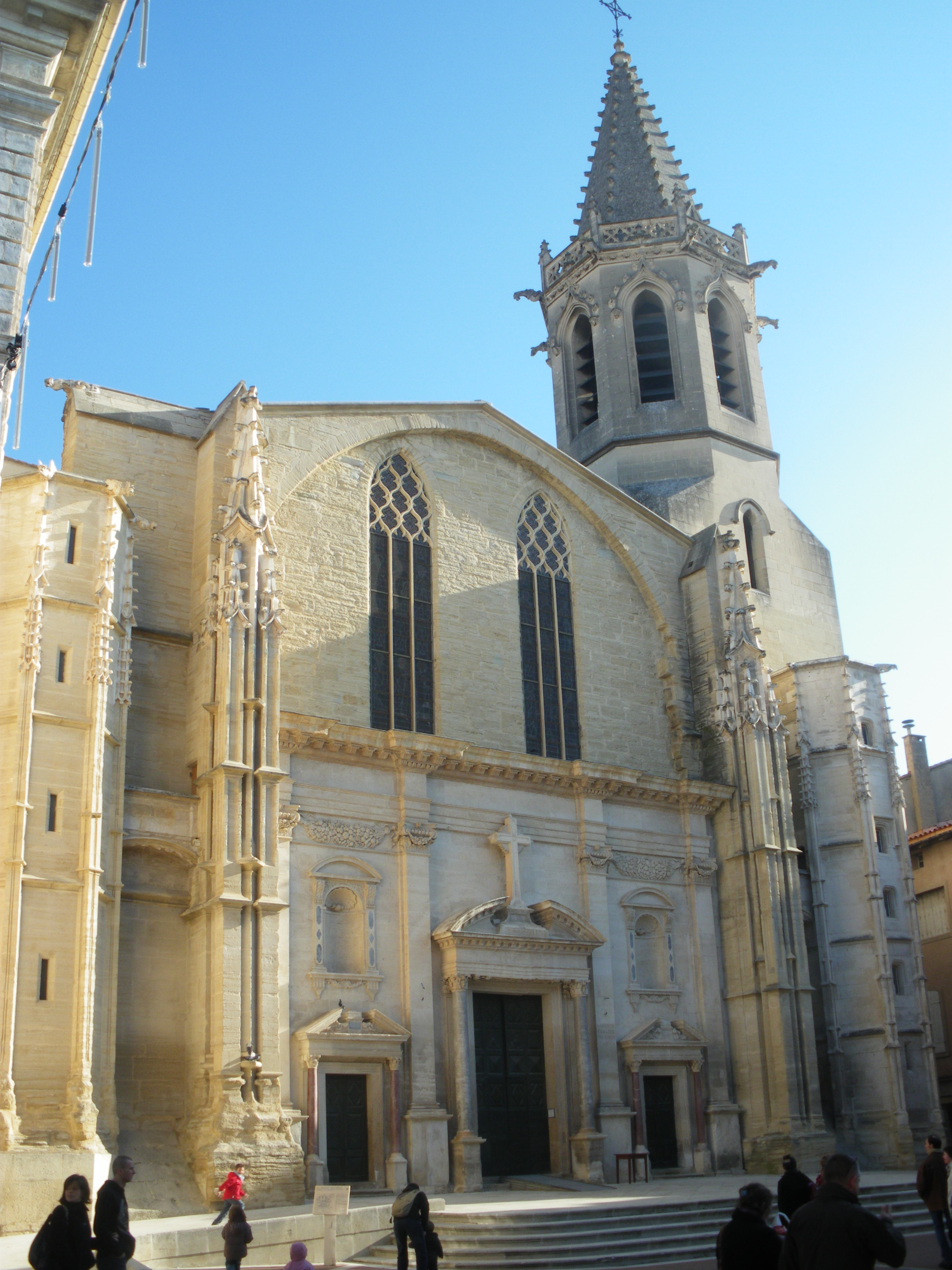
De poort van bisschop Capponi, met lege nissen

De Kathedraal van Carpentras, in het Frans Cathédrale Saint-Siffrein (15e – 16e eeuw), is een gotisch rooms-katholiek kerkgebouw. Het staat in de stad Carpentras, departement Vaucluse in Frankrijk, aan de Place Saint-Siffrein en de Place Charles de Gaulle. Tot 1801 was het de kathedraal van het toenmalige bisdom Carpentras, en in praktijk was het de kathedraal van Comtat Venaissin, een pauselijk graafschap met als hoofdstad Carpentras. Sinds 1801 is het de parochiekerk Saint-Siffrein van Carpentras.
De kathedraal was toegewijd aan de heilige Siffrein, bisschop van Carpentras in de 6e eeuw. De versie van de 15e – 16e eeuw is de vierde kathedraal op rij op deze plek.

## Historiek

### Eerste kathedraal
Volgens de traditie bouwde bisschop Siffrein, in het Latijn Suffredus, de eerste kathedraal van Carpentras. Hij was monnik van Lérins. De kathedraal was een klein éénbeukig kerkgebouw.

### Tweede kathedraal
Een tweede kathedraal werd op dezelfde plek opgericht, in Romaanse stijl, in de Middeleeuwen. Tevens werd naast de kathedraal een kanunnikenhuis gebouwd.

### Derde kathedraal
Een grotere kathedraal, eveneens in Romaanse stijl, bestond van de jaren 1215 tot 1399. Bisschop Geoffroy de Garosse was de bouwheer. Het kende een klokkentoren en een koepel bovenop de kruising. In de loop van de 14e eeuw brokkelde de kathedraal af. In 1399 stortte het bouwwerk in. De Romaanse kloostergang bleef nog bestaan tot in de 19e eeuw; in 1829 ging het kanunnikenhuis tegen de vlakte om de bouw toe te laten van de gevangenis van Carpentras. De Romaanse klokkentoren bleef nog bestaan tot in 1875; toen werd het afgebroken en vervangen door een moderne klokkentoren.

### Vierde kathedraal
Van 1405 tot 1531 werd gebouwd aan een gotische kathedraal. De bouwwerken startten in 1405, op bevel van tegenpaus Benedictus XIII. Deze zetelde in Avignon, nabij Carpentras, tijdens het Westers Schisma. Carpentras was de hoofdstad van Comtat Venaissin. Aan de zuidkant werd de toegangspoort opgericht in flamboyante gotiek. Deze poort wordt de Mariapoort genoemd, of ook wel de Joodse poort. Langs deze poort kwamen de Joden binnen die zich bekeerd hadden tot het christendom. Boven de Mariapoort wordt de rattenbol uitgebeeld: dit slaat op het vergankelijke in de wereld, met andere woorden op wat eetbaar is door ratten. Nog uit de 15e eeuw stamt de triptiek van de Kroning van Maria, afgewerkt in bladgoud.
In 1531 was de kathedraal Saint-Siffrein klaar voor inwijding. Dit was vrij laat voor een gotische kathedraal in verhouding tot andere gotische kathedralen.
Begin jaren 1600 koos bisschop Horace Capponi, een Italiaans bisschop in het pauselijke Carpentras, voor de verfraaiing van de hoofdpoort aan de westzijde. Capponi liet marmer uit Carrara overkomen om versieringen aan te brengen aan de gotische zijgevel. Er verrees een marmeren kruis boven de poort, alsook twee nissen met een beeld van de apostelen Paulus en van Petrus. Andere bisschoppen van Carpentras bestelden werken aan het interieur. Het interieur kent veel smeedijzerwerk, heeft twee orgels gehad en bezit een collectie brokaten kazuifels en marmeren altaren. De kostbare zilveren en gouden ceremoniale attributen, geschonken door aartsbisschop d’Inguimbert, werden later tijdens de Franse Revolutie gestolen.
Joseph-Siffrein Duplessis, kunstschilder in Carpentras en later in Parijs, schilderde tijdens zijn vroege carrière een altaarschilderij dat keizerin Helena voorstelt die het kruis van Christus vindt. In de kathedraal was er, tot de Franse Revolutie, een zijkapel waarin een van de nagels van Jezus’ kruis werd vereerd. Volgens de traditie was het ook keizerin Helena die deze nagels vond in Jeruzalem.
Tijdens de Franse Revolutie werden de marmeren beelden van de apostelen Petrus en Paulus vernield. De nissen zijn tot op heden leeg.
In 1801 werd het bisdom Carpentras afgeschaft door het Concordaat van Napoleon Bonaparte. Het bisdom ging op in het aartsbisdom Avignon. De kathedraal van Carpentras werd een parochiekerk. In 1840 werd de voormalige kathedraal erkend als monument historique van Frankrijk; daarnaast werden een tiental kunstvoorwerpen, smeedijzer, glasramen en het orgel uit de kerk erkend als monument historique.

## Beschermd interieur

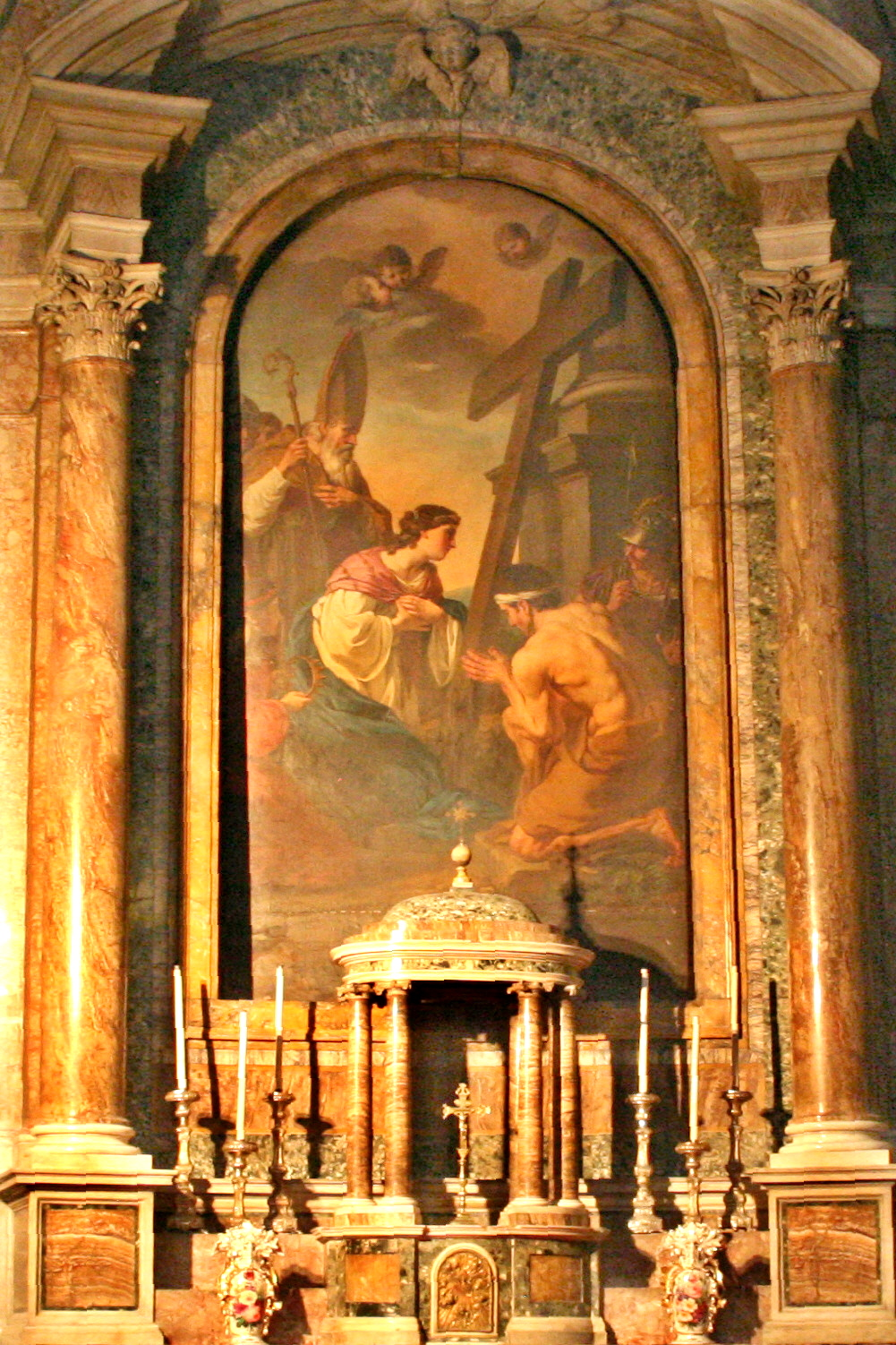
Keizerin Helena door Duplessis
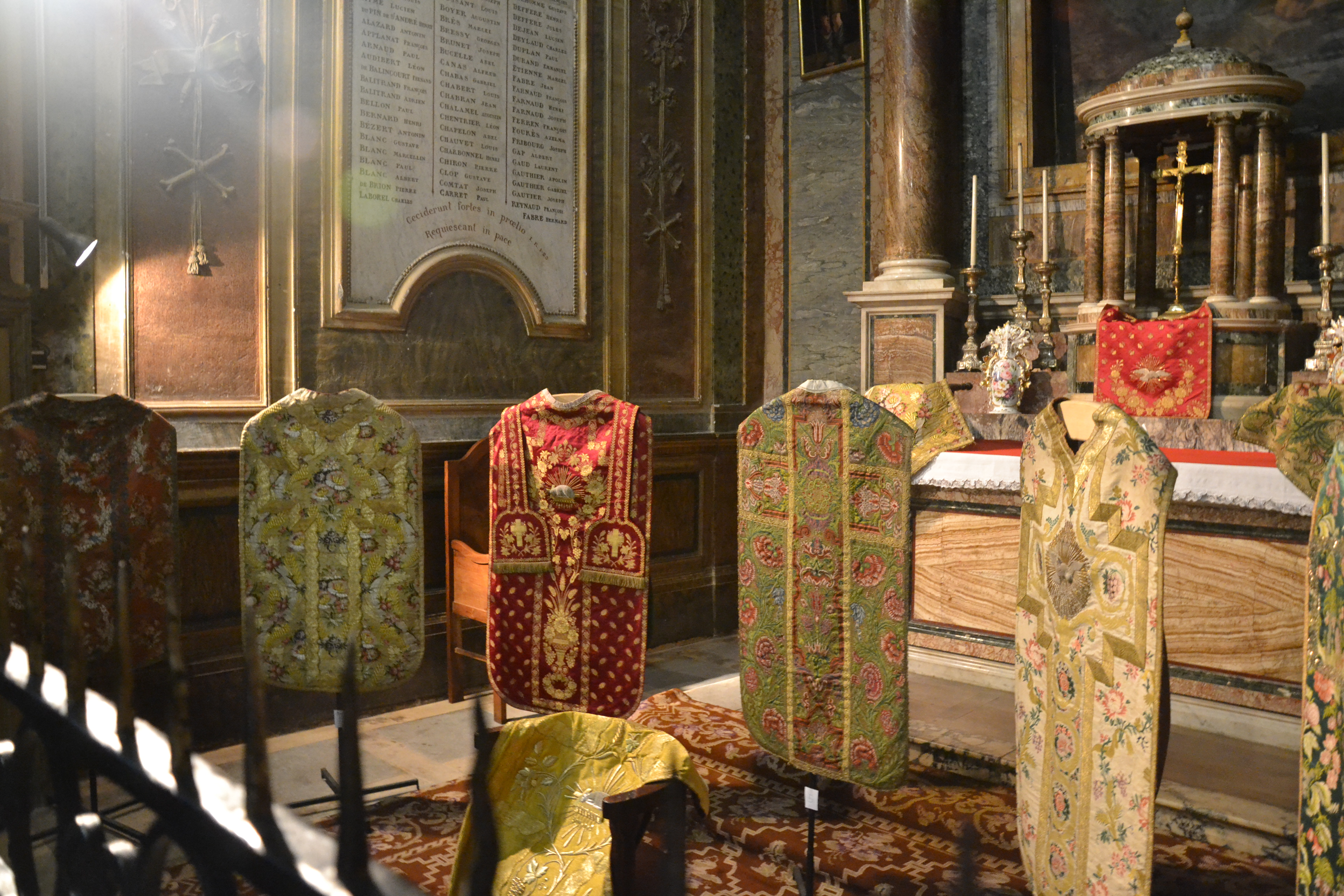
Kazuifels uit de tijd van het Comtat Venaissin
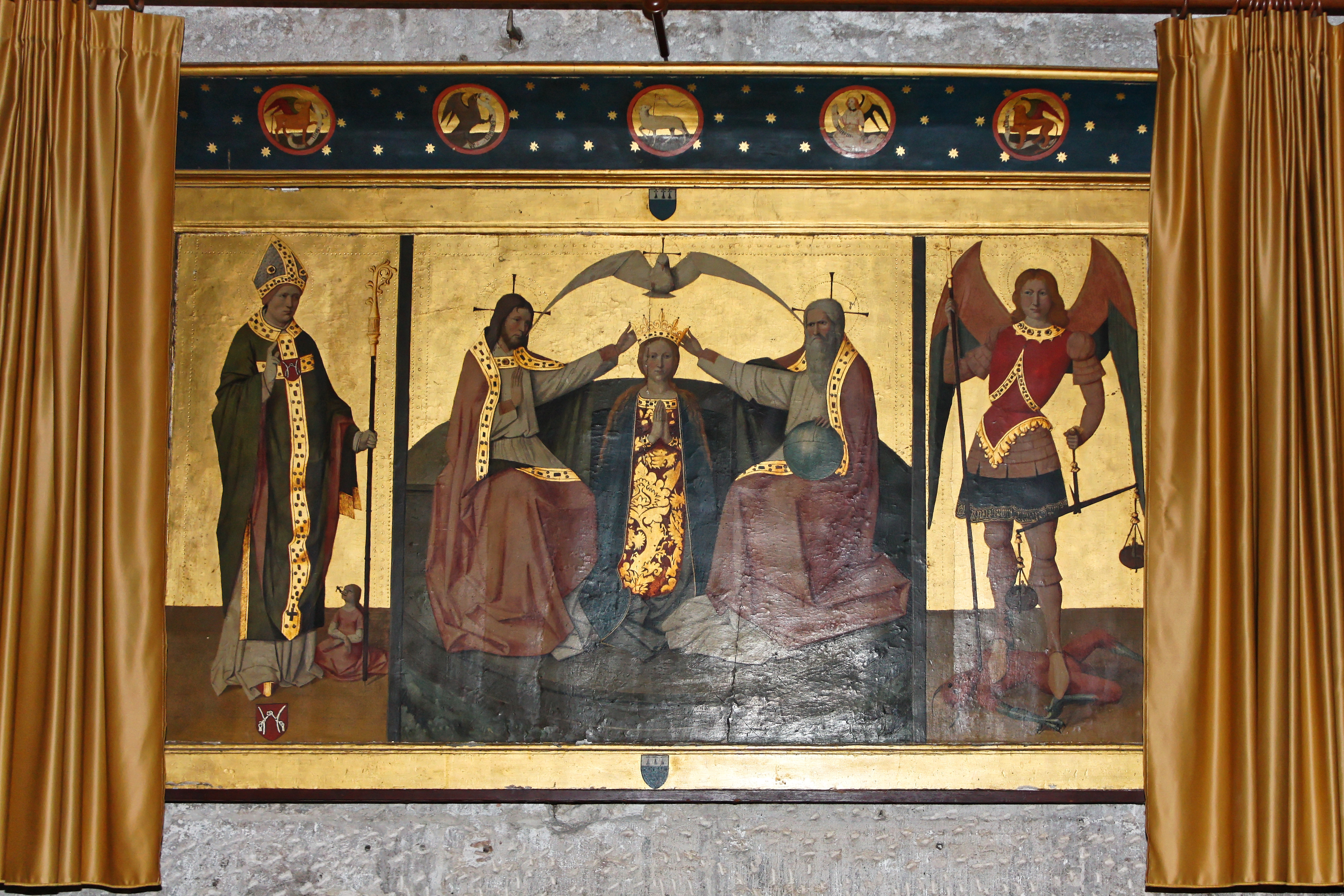
Kroning-van-Mariatriptiek uit de Middeleeuwen